# Liv Racing Teqfind

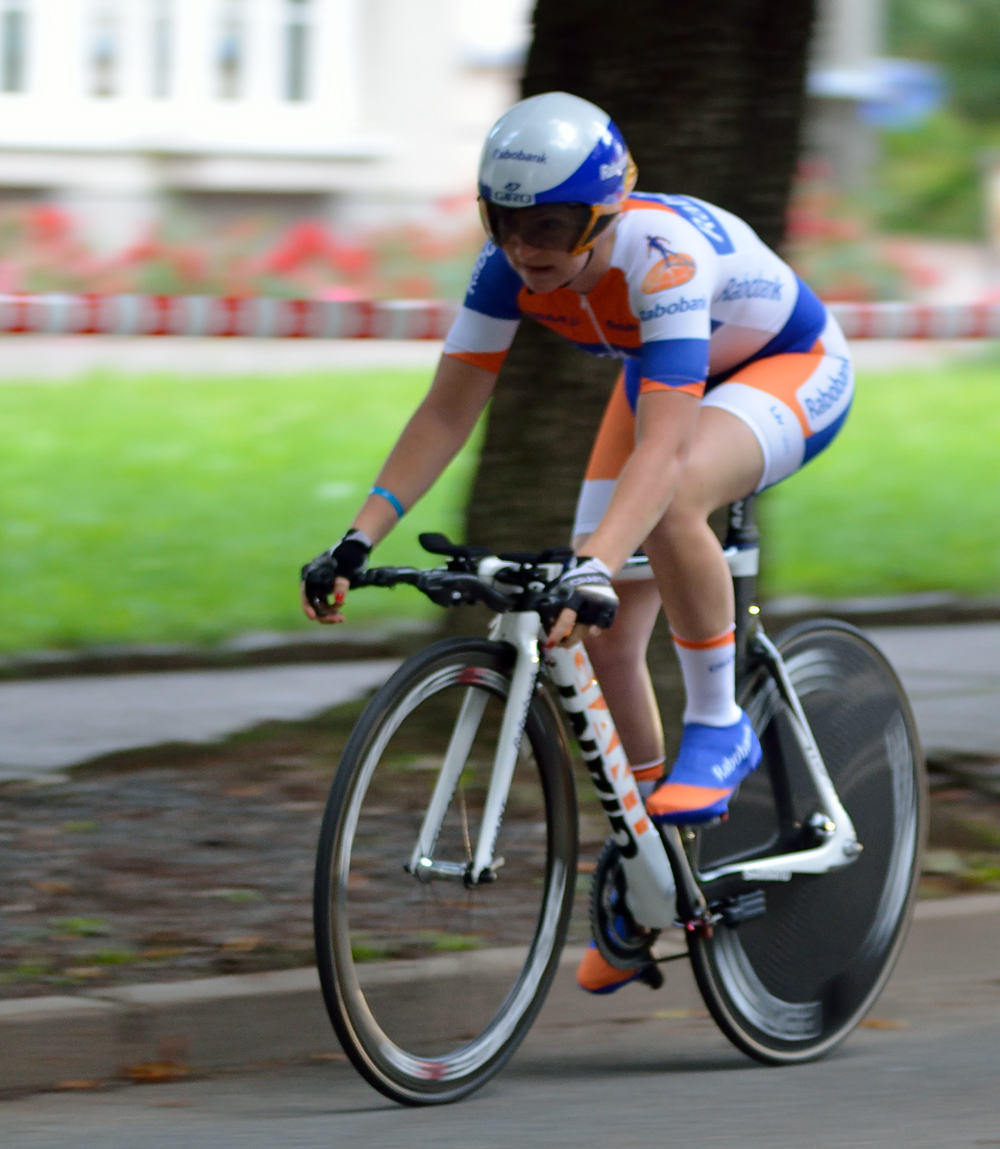
Lauren Kitchen: 2012

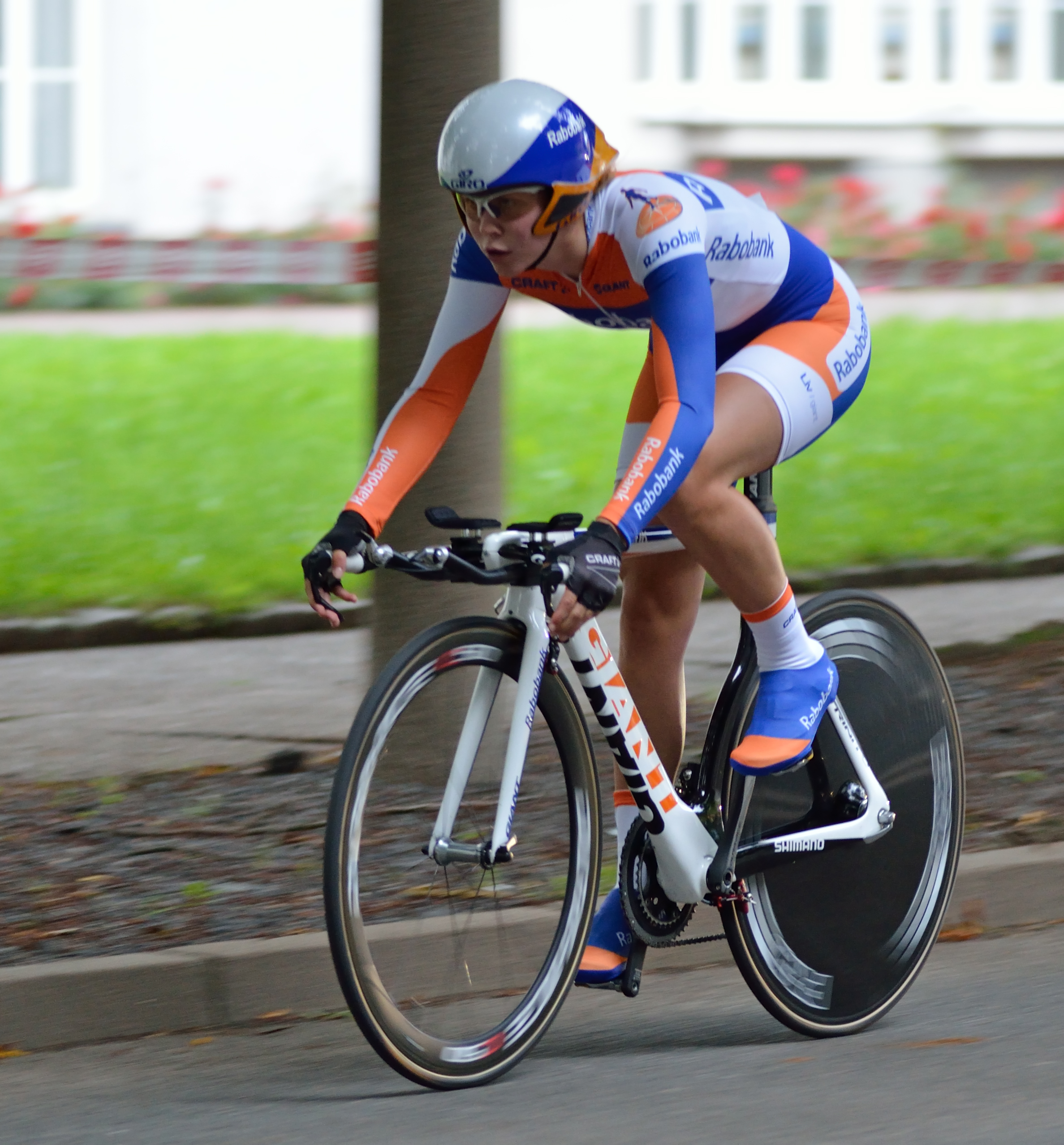
Thalita de Jong: 2012

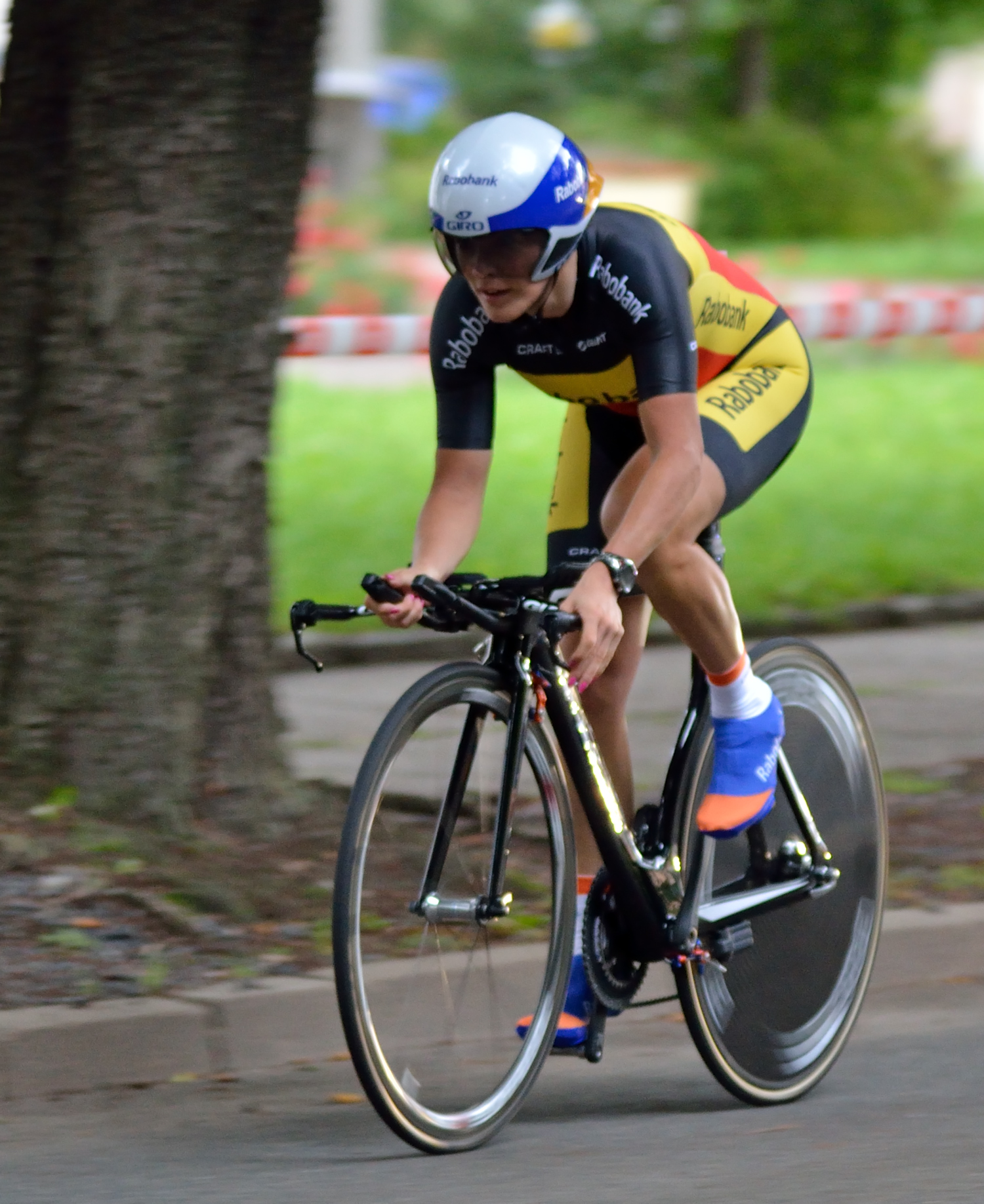
Liesbet De Vocht: 2012

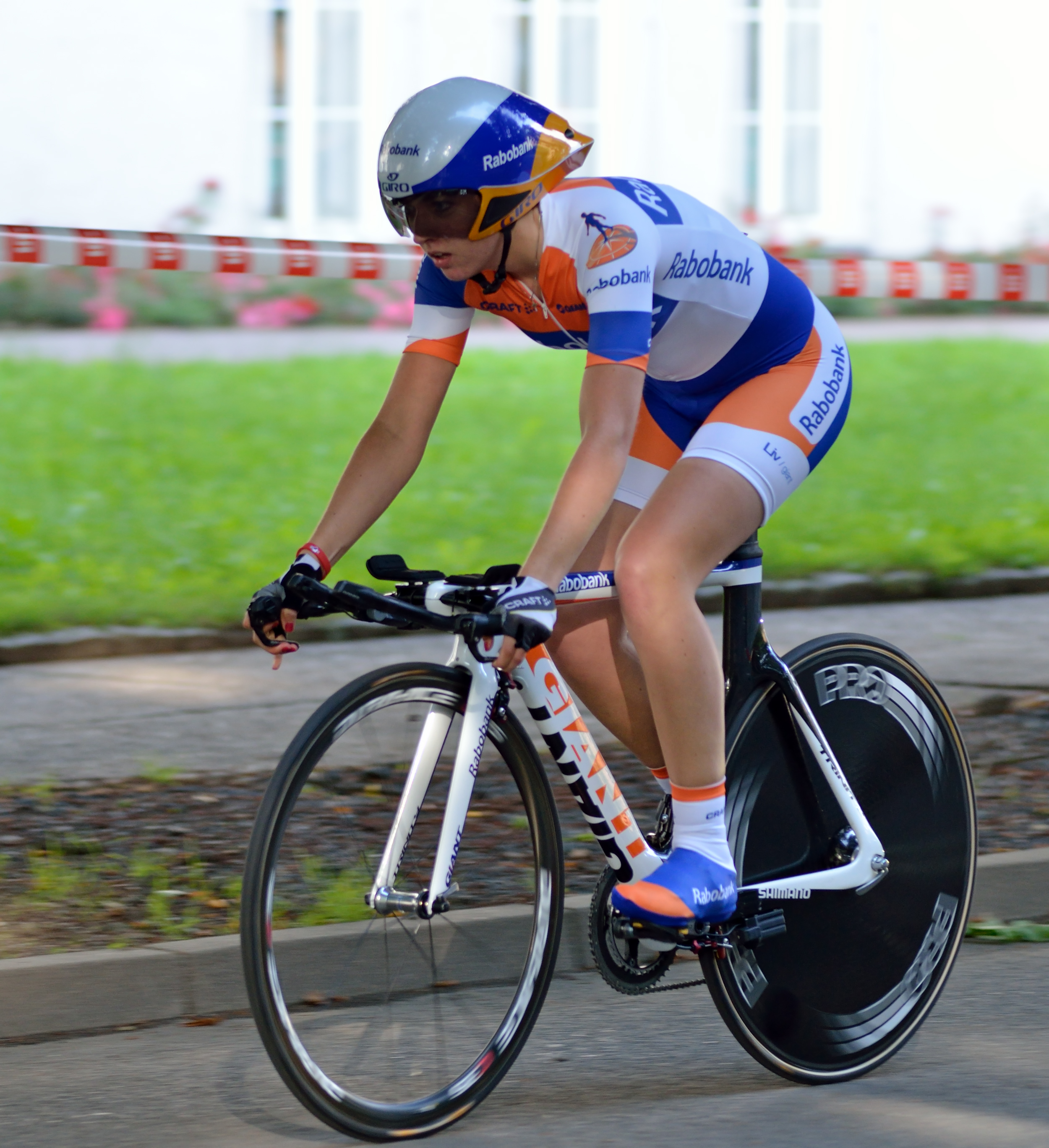
Sabrina Stultiens: 2012

Liv Racing Teqfind war ein niederländisches Radsportteam im Frauenradrennsport mit Sitz in Gravenmoer.

## Organisation und Geschichte
In den Anfangsjahren war das Team beim Weltradsportverband UCI als niederländisches UCI Women’s Team registriert. Sportlicher Leiter war der ehemalige Radrennfahrer Koos Moerenhout. 2006 bis 2009 war die in Konkurs gegangene DSB Bank erster namensgebender Hauptsponsor. 2010 bis 2011 fungierte Nederland Bloeit als namensgebender Hauptsponsor, eine landwirtschaftliche Genossenschaft.
2012 bis 2016 wurde das niederländische Kreditinstitut Rabobank neuer und längster Hauptsponsor des Teams, welches wie die anderen durch Rabobank gesponserten Teams, Rabobank Cycling Team, Rabobank Continental Team und das Rabobank–Giant MTB Team durch den taiwanischen Radhersteller Giant ausgestattet und durch die Firma Rabo Wielerploegen betrieben wurde. Im Zuge des Rückzugs von Rabobank aus dem Männerradsport übernahm zur Saison 2013 das Management von Marianne Vos die Leitung.
Nachdem sich Rabobank auch aus dem Sponsoring des Frauenteams endgültig zurückgezogen hatte, wurde das Projekt unter dem Namen Fortitude Pro Cycling weitergeführt und sodann unter dem Namen des neuen Hauptsponsors WM3 Energie für die Saison 2017 registriert. Neuer Sportlicher Leiter wurde Jeroen Blijlevens. Zur Saison 2018 wurde WaowDeals zum neuen Namenssponsor des Teams.
2019 wurde der polnische Schuhhersteller CCC namensgebender Hauptsponsor, der zuvor bereits das Männerteam CCC Sprandi Polkowice sponserte und 2019 Geldgeber des UCI WorldTeams BMC wurde. Das Team erhielt ab der Saison 2020 eine Lizenz als polnisches UCI Women’s WorldTeam.
Nach dem Rückzug von CCC zum Saisonende 2020 übernahm der Ausrüster Liv die Position des Namenssponsors. Das Team erhielt wieder eine niederländische Lizenz. Der ehemalige Rennfahrer Lars Boom ersetzte Blijevens als Sportlicher Leiter. Der langjährige Star der Mannschaft, die mehrfache Weltmeisterin Marianne Vos, wechselte zum neu gegründeten Team Jumbo-Visma. Zur Jahresmitte 2021 wurde der Vertrag mit Boom einvernehmlich aufgelöst, da Boom sich zum Jahresende ein anderes Team gebunden habe. Zur Saison 2023 übernahm die dreifache Weltmeisterin Giorgia Bronzini die sportliche Leitung.
Im Juli 2023 wurde bekanntgegeben, dass die Mannschaft zur Saison 2024 mit Jayco AlUla, ebenfalls ein WorldTeam, das mit Liv-Rädern ausgestattet wird, fusioniert werden wird. Zum gemeinsamen Projekt, welches unter der Leitung der Betreibergesellschaft von Jacyo AlUla, GreenEdge Cycling, stehen soll, soll auch ein Development Team gehören. Damit wurde das Team nach der Saison 2024 de facto aufgelöst, die dadurch frei gewordene WorldTeam-Lizenz wurde durch die UCI zur Saison 2024 neu vergeben.

## Platzierungen in den UCI-Ranglisten
UCI Weltcup 
| World Cup   | World Cup   | World Cup                  | World Cup |
| Jahr        | Teamwertung | Einzelwertung              |           |
| ----------- | ----------- | -------------------------- | --------- |
| 2007        | 2.          | Marianne Vos (1. )         |           |
| 2008        | 5.          | Marianne Vos (3. )         |           |
| 2009        | 2.          | Marianne Vos (1. )         |           |
| 2010        | 3.          | Marianne Vos (1. )         |           |
| 2011        | 1.          | Annemiek van Vleuten (1. ) |           |
| 2012        | 1.          | Marianne Vos (1. )         |           |
| 2013        | 1.          | Marianne Vos (1. )         |           |
| 2014        | 1.          | Marianne Vos (3. )         |           |
| 2015        | 1.          | Anna van der Breggen (2. ) |           |
|             |             |                            |           |
| Quelle: UCI |             |                            |           |

UCI Women’s WorldTour
| UCI World Tour | UCI World Tour | UCI World Tour             | UCI World Tour |
| Jahr           | Teamwertung    | Einzelwertung              |                |
| -------------- | -------------- | -------------------------- | -------------- |
| 2016           | 3.             | Anna van der Breggen (7. ) |                |
| 2017           | 6.             | Katarzyna Niewiadoma (3. ) |                |
| 2018           | 5.             | Marianne Vos (2. )         |                |
| 2019           | 5.             | Marianne Vos (1. )         |                |
| 2020           | 5.             | Marianne Vos (6. )         |                |
| 2021           | 9.             | Lotte Kopecky (16. )       |                |
| 2022           | 11.            | Valerie Demey (54. )       |                |
| 2023           | 14.            | Mavi García (31. )         |                |
|                |                |                            |                |
| Quelle: UCI    |                |                            |                |

UCI World Ranking
| UCI Ranking | UCI Ranking | UCI Ranking                | UCI Ranking |
| Jahr        | Teamwertung | Einzelwertung              |             |
| ----------- | ----------- | -------------------------- | ----------- |
| 2007        | 2.          | Marianne Vos (1. )         |             |
| 2008        | 5.          | Marianne Vos (1. )         |             |
| 2009        | 3.          | Marianne Vos (1. )         |             |
| 2010        | 2.          | Marianne Vos (1. )         |             |
| 2011        | 1.          | Marianne Vos (1. )         |             |
| 2012        | 1.          | Marianne Vos (1. )         |             |
| 2013        | 3.          | Marianne Vos (2. )         |             |
| 2014        | 1.          | Marianne Vos (1. )         |             |
| 2015        | 1.          | Anna van der Breggen (1. ) |             |
| 2016        | 2.          | Anna van der Breggen (2. ) |             |
| 2017        | 4.          | Marianne Vos (3. )         |             |
| 2018        | 7.          | Marianne Vos (3. )         |             |
| 2019        | 6.          | Marianne Vos (2. )         |             |
| 2020        | 6.          | Marianne Vos (6. )         |             |
| 2021        | 7.          | Lotte Kopecky (8. )        |             |
| 2022        | 13.         | Rachele Barbieri (35. )    |             |
| 2023        | 17.         | Mavi García (35. )         |             |
|             |             |                            |             |
| Quelle: UCI |             |                            |             |